# Carburer

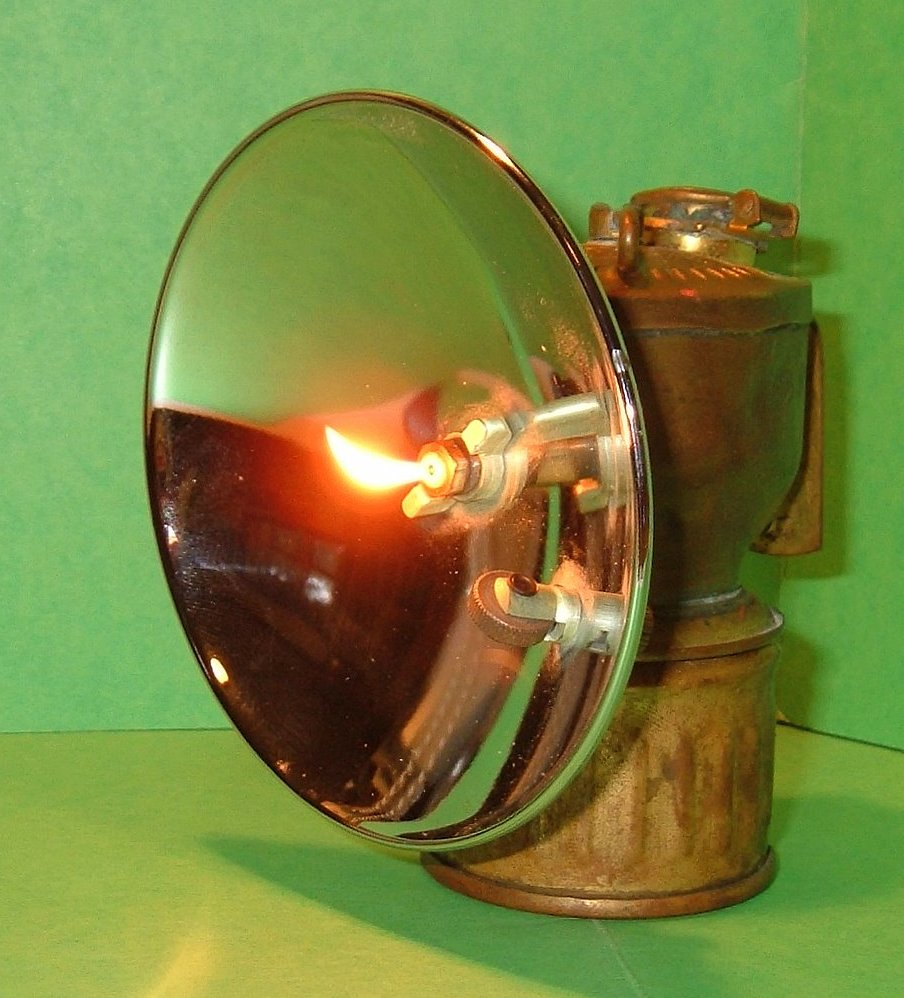
Llum de carbur tradicional.

Un llum de carbur o carburer, és un dispositiu d'il·luminació de gas. L'aparell obté una flama molt lluminosa produïda amb la ignició del gas acetilè (C₂H₂) que es genera per la reacció química exotèrmica entre el carbur de calci (CaC₂) i aigua.
El llum consta de dos compartiments que es carreguen amb els dos reactius (aigua en el superior i carbur de calci en l'inferior). Amb una aixeta o un altre element de regulació es pot aportar controladament petites quantitats d'aigua al carbur, i això produeix el gas acetilè que es crema en un filtre, que pot estar proveït d'un reflector parabòlic. Els models tradicionals porten el filtre, amb reflector o sense, adossat al mateix aparell.
El primer carburer de calci va ser desenvolupat a Nova York als Estats Units el 1899 i va ser patentat el 28 d'agost de 1900 per Frederick E. Baldwin.
Primerament va ser emprat en la mineria i es fa servir també en l'espeleologia, la pesca o el senderisme. Amb menys d'un litre d'aigua i carbur de calci es pot generar il·luminació per més de 24 hores.

## Aplicació en l'espeleologia
L'ús estès d'aquests aparells com a il·luminació principal en l'espeleologia de les últimes dècades ha possibilitat diverses evolucions i millores tant en el sistema de regulació de l'aportació d'aigua (models atmosfèrics, d'autopressió o d'injecció per bomba de cautxú) com en la construcció (acer, acer inoxidable, alumini, polietilè…) i seguretat (vàlvules i circuits de seguretat contra excessos de pressió).
Aquests models, de qualitat molt superior als tradicionals, cremen l'acetilè en un filtre instal·lat al costat d'un reflector en el casc, el gas s'encén amb un encenedor piezoelèctric. Aquest filtre de ceràmica, està connectat amb el carburer (que l'espeleòleg porta penjant a la cintura) mitjançant una mànega. D'aquesta manera, l'espeleòleg només ha de manipular el sistema per a l'encesa o per a regular-lo, i queda amb les mans lliures la resta del temps.
Els advantatges són multiples.

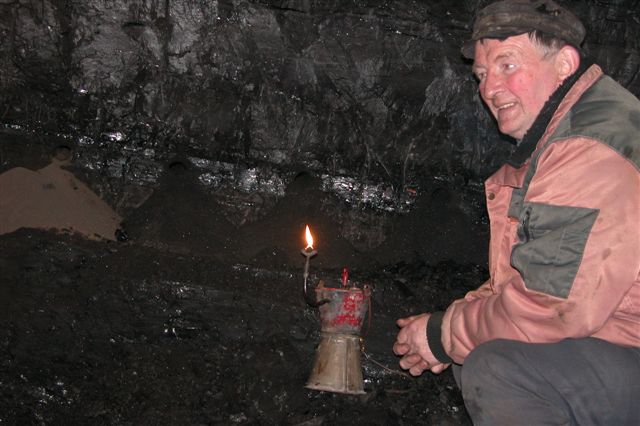
Llum de carbur utilitzada en una mina.

- Dona una il·luminació uniforme, càlida i agradable entorn de l'explorador.
- Té gran autonomia amb un baix cost, en contra dels llums elèctrics convencionals incandescents i halògens.[3]
- L'absència o deficiència de la flama pot indicar una manca d'oxigen ambiental. És un indicador orientatiu però sense fiabilitat absoluta.[4]
- És una font de calor, perquè la reacció aigua-carbur és exotèrmica. Això s'agraeix per a estades perllongades en les cavitats, com a ajuda per combatre la hipotèrmia.
- És un dispositiu robust i simple, que resisteix bé la duresa de l'exploració subterrània i es pot reparar ràpidament amb eines bàsiques.

Entre els seus inconvenients hi el residu fet de calç amb impureses. El residu s'ha de retirar del compartiment del carbur de temps en temps, i s'ha de recarregar amb combustible nou. Sovint és necessari netejar el carburer mentre s'està dins la cova, la qual cosa requereix cura per no embrutar l'entorn, així com la necessitat de transportar la deixalla a l'exterior per no contaminar el medi ambient.
Al seu torn, la mala combustió pot generar sutge entorn de la flama, que pot tacar les parets o sostre de la cavitat en passos estrets si no es fa una progressió acurada. Igualment, requereix una segona il·luminació de suport elèctrica que sigui més o menys estanca, que no s'apagui en zones de fort degoteig, on la flama d'acetilè sí que ho faria.
La ràpida evolució dels llums elèctrics amb díodes emissors de llum (LED), que han experimentat un notable augment en autonomia i qualitat lumínica, redueix progressivament l'ús dels llums de carbur com a principal font d'il·luminació en espeleologia.